# Füzesgyarmat
Füzesgyarmat es una ciudad en el condado de Békés, en la región de la Gran Llanura del Sur del sureste de Hungría.

## Historia

### Comunidad judía
Una comunidad judía habitó el pueblo desde principios del siglo XIX hasta que fue destruido por los nazis durante el Holocausto. En 1880, había 171 judíos en el lugar y para 1930 ya vivían 230. En 1929 se construyó una sinagoga, que aún existe y funciona como escuela.

## Geografía
Tiene una superficie de 127,41 kilómetros cuadrados y tiene una población de 4 944 personas (2024).

## Deporte
- Füzesgyarmati SK, equipo de fútbol

## Ciudades hermanadas
Füzesgyarmat está hermanada con:
- Ojdula, Rumanía
- Zimandu Nou, Rumanía